# Beliș
Beliș [ˈbeliʃ] (veraltet Bălcești; ungarisch Jósikafalva) ist eine Gemeinde im Kreis Cluj in der Region Siebenbürgen in Rumänien.

## Geographische Lage

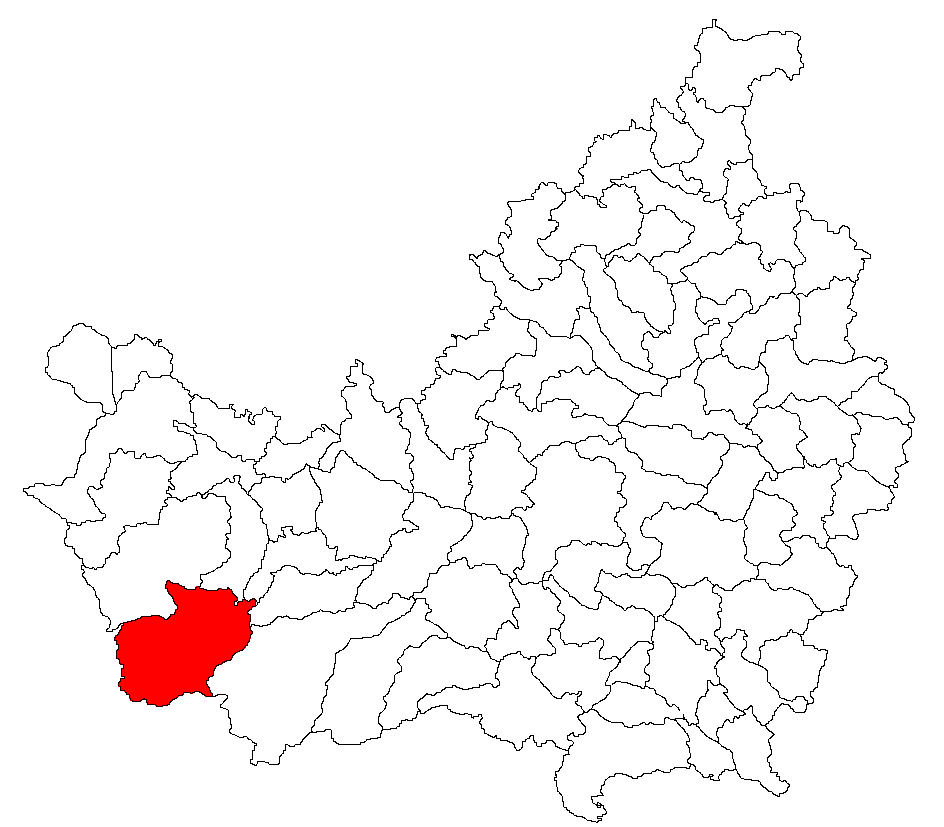
Lage der Gemeinde Beliș im Kreis Cluj

Die Gemeinde Beliș besteht aus sechs Dörfer und liegt auf einer Fläche von über 20500 Hektar im Apuseni-Gebirge (Munții Apuseni). An der Nationalstraße 1R gelegenen, südlich des Dealu Negru-Passes am Beliș-Fântânele-Stausee – ein Stausee des Someșul Cald (Warmer Somesch) –, befindet sich das Gemeindezentrum 27 Kilometer südlich von der Kleinstadt Huedin und etwa 55 Kilometer westlich von der Kreishauptstadt Cluj-Napoca (Klausenburg) entfernt.

## Geschichte
Der Ort Beliș wurde nach unterschiedlichen Angaben, erstmals 1369 oder 1770 urkundlich erwähnt und gehörte zum ungarischen Dorf Văleni (Walken).
Der Bau des Staudamms am Oberlauf des Someșul Cald wurde Ende der 1960er Jahre geplant, sodass zwischen 1970 und 1974 die Bewohner umgesiedelt wurden. Der Staudamm, 92 Meter hoch und 400 Meter lang, wurde 1978 fertiggestellt. Bei niedrigem Wasserstand sind Reste der ehemaligen Siedlung und der 1913 durch den ungarischen Magnaten Urmánczy errichteten Kirche des damaligen Ortes Giurcuța de Jos zu sehen.

## Bevölkerung
Die Bevölkerung der Gemeinde entwickelte sich wie folgt:
| 1850 | 545   | 537   | –  | –     | 8   |
| 1930 | 2.134 | 2.003 | 76 | 20    | 35  |
| 1966 | 3.532 | 3.521 | 11 | –     | –   |
| 2002 | 1.384 | 1.381 | 2  | 1     | –   |
| 2011 | 1.211 | 1.153 | 4  | 2 (?) | 52  |
| 2021 | 1.008 | 855   | -  | -     | 153 |

Seit 1850 wurde auf dem Gebiet der heutigen Gemeinde die höchste Einwohnerzahl und gleichzeitig die der Rumänen 1966 ermittelt. Die höchste Bevölkerungszahl der Magyaren (282) und der Rumäniendeutsche (38) wurden 1910 und die der Roma (15) 1930 registriert. Bei früheren Aufnahmen bekannten sich einige Bewohner als Slowaken.

## Sehenswürdigkeiten
- Die Holzkirche in Beliș wurde im Zuge der Umsiedlung des Dorfes auf ihren heutigen Standort versetzt.[9]
- Die Kirche im eingemeindeten Dorf Bălcești (ungarisch Balktelep), wurde 1936 errichtet,[10] und die Holzkirchen in Giurcuța de Sus (ungarisch Felsőgyurkuca).[11] und in Poiana Horea (veraltet Poiana Horii; ung. Gyálukáluluj).[12]
- Der Beliș-Fântânele-Stausee[13] mit dem Kurort Fântânele.[14]